# Sacred Reich
A Sacred Reich (szó szerinti fordításban "Szent Birodalom") amerikai Thrash Metal együttes. 

## Története
Jelenlegi tagok: Phil Rind, Wiley Arnett, Joey Radziwill és Greg Hall. Volt tagok: Jason Rainey, Dan Kelly, Jeff Martinek és Dave McClain. 1985-ben alakultak meg az arizonai Phoenix-ben. Először 1985-től 2000-ig működtek, ekkor feloszlottak. 2007 óta azonban újból összeálltak, és a mai napig működnek. 2019 nyarán új albummal tér vissza a zenekar, ugyanezen év novemberében pedig Magyarországon is fellépnek.

## Diszkográfia
- Ignorance (1987)
- The American Way (1990)
- Independent (1993)
- Heal (1996)
- Still Ignorant (1987-1997) (válogatás, 1997)
- Live (1997)
- Live at Wacken (DVD, 2012)
- Awakening (2019)